# Cereopsius javanicus
Cereopsius javanicus là một loài bọ cánh cứng trong họ Cerambycidae.